# László Lajtha
László Lajtha, vlastním jménem László Leitersdorfer (30. června 1892 Budapešť – 16. února 1963 Budapešť), byl maďarský hudební skladatel, dirigent a etnomuzikolog, představitel neoklasicismu.
Narodil se v podnikatelské rodině pocházející z Transylvánie, jeho strýcem byl architekt Béla Lajta. Studoval hudbu u Victora Herzfelda na Lisztově hudební akademii a pak u Vincenta d'Indyho na pařížské Schole Cantorum. Vystudoval také ekonomii na Univerzitě Loránda Eötvöse a po promoci nastoupil do hudebního oddělení Maďarského národního muzea. Spolu s Bélou Bartókem a Zoltánem Kodálym se věnoval sběru maďarských lidových písní, o nichž vydal pětisvazkovou odbornou práci. Pracoval v Budapešťském etnografickém muzeu, zúčastnil se pražského Kongresu lidového umění v roce 1928 a vstoupil do londýnské společnosti International Council for Traditional Music. 
V roce 1919 se stal pedagogem konzervatoře v Budapešti a v letech 1945–1949 byl jejím ředitelem. Jeho žáky zde byli např. János Ferencsik a János Starker. Byl také hudebním ředitelem maďarského rozhlasu. Za komunistického režimu Lajtha upadl do nemilosti, jeho díla nebyl veřejně provozována a bylo mu znemožněno cestovat do zahraničí. Jeho synové László a Ábel po potlačení maďarského povstání odešli do emigrace a stali se uznávanými lékaři.
Lajthovu tvorbu ovlivnil maďarský folklór i francouzští impresionističtí skladatelé Maurice Ravel, Henry Barraud a Florent Schmitt. V meziválečném období spolupracoval s pařížským vydavatelstvím Éditions Alphonse Leduc. Za svůj smyčcový kvartet č. 3 obdržel v roce 1929 cenu Elizabeth Sprague Coolidgeové. Složil hudbu k filmu Vražda v katedrále, který v roce 1951 natočil George Hoellering podle scénáře T. S. Eliota. Je autorem devíti symfonií, baletu Lysistrata a komické opery Le Chapeau bleu. Věnoval se také sakrální hudbě a vedl sbor v budapešťském evangelickém chrámu.
V roce 1951 získal Kossuthovu cenu a v roce 1955 byl přijat do Académie des beaux-arts. Na jeho domě ve Váci utca se nachází pamětní deska a v budapešťském parku Károlyi-kert byla roku 2015 odhalena jeho socha od Pétera Gálhidyho.